# Mina Candelaria
La mina Candelaria es una gran mina de cobre y oro a cielo abierto y subterránea ubicada en el norte de Chile, en la región de Atacama. Candelaria cuenta con reservas probadas y probables de 676 millones de toneladas de mineral con leyes de 0,53% de cobre, 0,13 g/t de oro y 1,79 g/t de plata; conteniendo 3,58 millones de toneladas de cobre, 3,0 millones de onzas de oro y 39 millones de onzas de plata. El proyecto de la mina incorpora una planta de desalinización por ósmosis inversa en el puerto de Caldera, puesta en marcha en 2013, con capacidad para producir 500 litros por segundo de agua industrial desalinizada, canalizándola 115 km desde el Océano Pacífico hasta la mina.
El proyecto fue operado desde su descubrimiento por Phelps Dodge, que fue adquirida por Freeport-McMoRan en 2007. Lundin Mining compró la participación del 80% de Freeport en 2014.